# Dracaena curtisii
Dracaena curtisii là một loài thực vật có hoa trong họ Măng tây. Loài này được Ridl. mô tả khoa học đầu tiên năm 1911.